# Yemi Mary John
Yemi Mary John (3 de mayo de 2003) es una deportista británica que compite en atletismo, especialista en las carreras de velocidad. Ganó una medalla de plata en el Campeonato Mundial de Atletismo de 2023, en la prueba de 4 × 400 m mixto.

## Palmarés internacional
| Campeonato Mundial | Campeonato Mundial | Campeonato Mundial | Campeonato Mundial |
| Año                | Lugar              | Medalla            | Prueba             |
| ------------------ | ------------------ | ------------------ | ------------------ |
| 2023               | Budapest (Hungría) | Medalla de plata   | 4 × 400 m mixto    |